# John Minto
Pour les articles homonymes, voir Minto.
John Minto IV, né le 10 octobre 1822 à Wylam (Royaume-Uni) et mort le 25 février 1915 à Salem (États-Unis), est un pionnier américain de l'Oregon. Berger de moutons, il est quatre fois représentant sous la bannière du Parti républicain à la législature d'État pour le comté de Marion, durant la seconde moitié du XIXe siècle. Il est également milicien pour le gouvernement fédéral lors de la guerre Cayuse.